# Penguin no Mondai: The Wars
Penguin no Mondai: The Wars es un videojuego de aventura para Nintendo 3DS. Fue publicado por Konami el 15 de diciembre de 2011, solo en Japón y se basa en el manga y anime Líos de Pingüino.
- Datos: Q16617941